# Тимофеев, Алексей Васильевич (писатель, 1929)
Алексе́й Васи́льевич Тимофе́ев (4 февраля 1929, Кукшенеры Волжского района Марийской АССР, СССР — 6 января 1993, Йошкар-Ола, Республика Марий Эл, Россия) — советский марийский писатель, редактор, журналист, инженер-экономист. Заслуженный работник культуры РСФСР (1983). Член КПСС. 

## Биография
Родился 4 февраля 1929 года в д. Кукшенеры Волжского района Марийской АССР.
После окончания Эмековской 7-летней школы в 1943—1944 годах учился в лесотехническом техникуме в Волжске, окончил бухгалтерские курсы при Марпотребсоюзе. Работал бухгалтером Волжского райпо.
В 1958 году окончил торгово-кооперативное училище. Работал инженером-экономистом на Урале.
После службы в рядах Советской армии окончил военное училище. Служил в войсках МВД.
С 1961 года работал в Йошкар-Оле корреспондентом, редактором, главным редактором Марийского радио.
В 1968 году заочно окончил Марийский государственный педагогический институт им. Н. К. Крупской.
В 1971—1984 годах работал заместителем председателя Комитета по телевидению и радиовещанию при Совете министров Марийской АССР.
Скончался 6 января 1993 года в Йошкар-Оле.

## Литературная деятельность
Литературным творчеством начал заниматься во время службы в армии, публиковал очерки и рассказы на военно-патриотическую тематику, которая стала главной в его произведениях.
В 1973 году опубликован роман «Шем курныж» («Чёрный коршун») о борьбе советских разведчиков в годы Великой Отечественной войны. Дальнейшая судьба героев романа описана в продолжении романа, который вышел в 1986 году под названием «Койдымо фронт» («Невидимый фронт»).
Алексей Тимофеев является зачинателем жанра детективного романа в марийской литературе.

## Избранные сочинения
- Тимофеев А. В. Койдымо фронт : Роман (Невидимый фронт). — Йошкар-Ола: Марий кн. изд-во, 1986. — 320 с.
- Тимофеев А. В. Чапле корно : Очерк. — Йошкар-Ола: Кн. лукшо марий изд-во, 1962. — 19 с.
- Тимофеев А. В. Шем курныж : Роман (Чёрный коршун): Кугыен ден кыдалаш школышто тунемше-влаклан. — Йошкар-Ола: Кн. лукшо марий изд-во, 1973. — 288 с.
- Тимофеев А. В. Шолем : Повесть (Град). — Йошкар-Ола: Марий кн. изд-во, 1983. — 144 с.

## Награды, почётные звания
- Заслуженный работник культуры Марийской АССР (1979)
- Заслуженный работник культуры РСФСР (1983)

## Память
В феврале 2014 года, к 85-летию со дня рождения писателя на его родине, в д. Кукшенеры Волжского района Марий Эл на доме, где он родился и провёл детские годы, состоялось открытие мемориальной доски.